# Protaetia annae
Protaetia annae är en skalbaggsart som beskrevs av Edmund Reitter 1891. Protaetia annae ingår i släktet Protaetia och familjen Cetoniidae. Inga underarter finns listade i Catalogue of Life.